# Kuusijärvi (sjö i Finland, Norra Österbotten, lat 66,25, long 29,50)
Kuusijärvi är en sjö i Finland. Den ligger i kommunen Kuusamo i landskapet Norra Österbotten, i den nordöstra delen av landet, 700 km norr om huvudstaden Helsingfors. Kuusijärvi ligger 228,9 meter över havet. Den är 15,82 meter djup. Arean är 59,5 hektar och strandlinjen är 4,69 kilometer lång. Sjön  ingår i Koundaälvens huvudavrinningsområde. 